# Puigmoltó (Sant Pere de Ribes)
Puigmoltó és un nucli de població, d'origen medieval, de Sant Pere de Ribes, que es troba a poc més d'un quilòmetre del nucli de Ribes.
Es troba documentat l'any 1078, quan en una donació feta pels primers senyors de Ribes en la qual cedien una “quadra erma i deshabitada” (no posa el nom), que per les afrontacions indicades té totes les possibilitats de ser Puigmoltó, ja que pel cantó de migdia limitava amb “ipsos chatios” (és a dir, els Carç) i el “Pedroçel”, actual Pedruell, indrets que són els mateixos límits de l'any 1333, any en què obtingué la carta de poblament de mans del rei Alfons el Benigne. Les primeres cases s'orientaren, sense cap mena d'ordre, cap a mar. Al llarg dels segles xvi i xvii, fruit del creixement de la població, s'obrí un carrer principal de cases orientat de nord a sud. En destaca, a l'altre costat de la carretera BV-2113, la masia del Carç, amb una capella dedicada a Sant Jaume, esmentada ja al segle xiv.
Fins a mitjans dels anys 80 del segle XX el nucli comptava amb una petita botiga de queviures a la plaça del poble. També fins a aquells anys funcionà una escola rural, que hagué de tancar per manca de nens. Actualment els nens i nenes de Puigmoltó es desplacen a Ribes per anar a l'escola.
La festa major se celebra en honor de Sant Jaume (25 de juliol), durant el cap de setmana més proper al dia del sant. Són típics el concurs de truc, el cercavila de dissabte tarda i el ball de dissabte nit.